# Velă

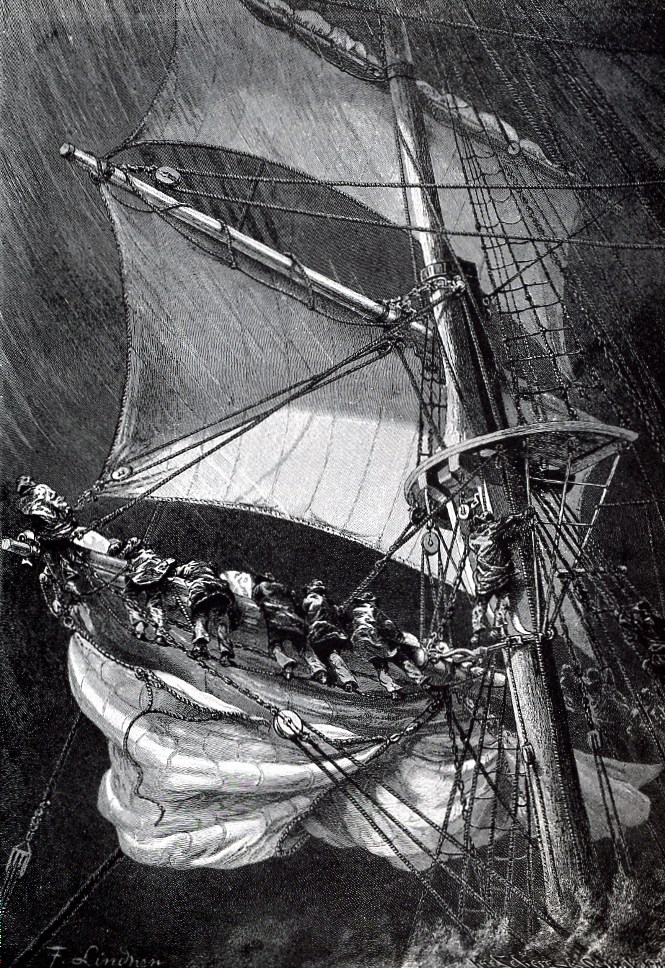
Vele pătrate

Velă pătrată

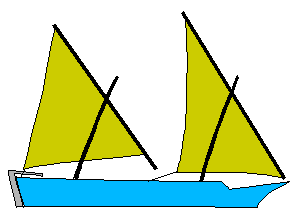
Vele latine

Velă (din latină velum), denumită și pânză, este mijlocul de propulsie al unui velier sau al unei ambarcațiuni, constituit din mai multe fâșii de pânză rezistentă, numite ferțe, cusute între ele și formând o suprafață asupra căreia acționează vântul, ca forță propulsivă.
Velele sunt întinse pe vergi și straiuri într-un anumit aranjament, formând diferite tipuri de greement (în engleză rig). Totalitatea velelor unei nave formează velatura.
După formă, deosebim:
- a) Vele pătrate — de formă dreptunghiulară sau trapezioldală regulată
- b) Vele aurice — de formă trapezoidală neregulată numite și „rande" și
- c) Vele latine — de formă triunghiulară în categoria cărora intră „focurile" și „velastraiurile".

Părțile principale ale unei vele pătrate sunt următoarele:
a) marginea de învergare (head of a sail) — adică latura superioară cu care vela se prinde (se înverghează) pe verga ce o susține;
b) marginile de cădere (leech of a sail) — adică marginile laterale;
c) marginea de întinsură (foot of a sail) — adică latura inferioară de ale cărei colțuri se întinde și se menține vela în vânt.
Aceleași părți principale le au și velele aurice, care de regulă sunt întinse în planul longitudinal al navei și la care marginile laterale se numesc margine de cădere prova, respectiv margine de cădere pupa.
La o velă triunghiulară distingem:
a) marginea de învergare situată totdeauna spre prova și legată de strai, cu ajutorul unor inele metalice speciale numite „canistrele" (v. "Hank");
b) marginea de cădere (latura dinspre pupa) și
c) marginea de întinsură (latura inferioară).
Toate laturile velelor sunt întărite cu o parâmă numită „grandee" care se coase de marginile „ei", iar în locurile expuse frecării și unor solicitări mai mari, velele sunt dublate de fâșii de pânză din același material, numite „căptușeli" și „întărituri".